# Ghințurică
Ghințurica (Gentiana frigida) este o plantă scundă cu flori din familia Gentianaceae, genul Gentiana.

## Descriere
Tulpina are 20–80 mm înălțime, la vârf se găsesc una-două flori cu corola în formă de cupă, de 30–35 mm, pe margini are cinci dinți scurți. Corola este de culoare albă-gălbuie, transparentă, cu cinci dungi albastre spălăcite pe interior. Adesea corola este presărată cu puncte albastre mai închise la culooare. Ghințurica înflorește în lunile iulie-august.
Frunzele cresc în perechi, sunt alungite și rotunjite la vârf. La baza tulpinii frunzele sunt împreunate în câte o teacă, vizibil umflată la frunzele de sus.

## Răspândire
În România, ghințurica crește în munții Rodnei, Bucegi, Făgărașului, prin locuri stâncoase și ierboase.